# ISO 3166-2:NF
ISO 3166-2:NF – kody ISO 3166-2 dla Norfolku.
Kody ISO 3166-2 to część standardu ISO 3166 publikowanego przez Międzynarodową Organizację Normalizacyjną. Kody te są przypisywane głównym jednostkom podziału administracyjnego, takim jak np. województwa czy stany, każdego kraju posiadającego kod w standardzie ISO 3166-1.
Aktualnie (2017) dla Norfolku nie zdefiniowano kodów dla podjednostek administracyjnych, a Norfolk, pomimo że jest terytorium zewnętrznym (terytorium zależnym) Australii, nie posiada kodu ISO 3166-2:AU wynikającego z podziału terytorialnego tego państwa.